# Angleterre-Italie en rugby à XV
Cet article retrace les confrontations entre l'Équipe d'Angleterre de rugby à XV et l'Équipe d'Italie de rugby à XV. Les deux équipes se sont affrontées à 32 reprises dont trois fois en Coupe du monde. Les Anglais sont invaincus et comptent 32 victoires consécutives depuis 1991.

## Historique

### Premières rencontres (1985-1999)
Depuis leur première rencontre en 1991, l'Angleterre a gagné tous ses matchs contre l'Italie.
Néanmoins, l'Italie avait déjà affronté trois équipes d'anglais de moins de 23 ans à partir de 1975 (remportant une de ces rencontres), puis deux sélections nationales anglaises en 1985 et 1986, parvenant notamment à décrocher un match nul 15-15 à Rome la deuxième année.

À noter que si la sélection anglaise prenant part à ce match est initialement annoncée comme une équipe de développement, elle constitue finalement un groupe proche de celui de l'équipe senior, incluant des internationaux avec l'Angleterre et les Lions comme Brian Moore, John Carleton, Steve Bainbridge, Jeff Probyn ou encore le All Black anglais Jamie Salmon !

### Arrivée dans le Six Nations (depuis 2000)
Dans le Tournoi des Six Nations, à partir de 2000, si l'Angleterre enchaîne les victoires, l'Italie passe parfois très proche de la victoire (4 points d'écart en 2008 et 2012 notamment).
Mais le match entre les deux équipes qui aura probablement le plus marqué l'histoire du Tournoi est celui à Twickenham en 2017, où l'Italie surprend l'Angleterre en ne jouant pas les rucks, déstabilisant les joueurs et le coach anglais, Eddie Jones, et parvenant ainsi à mener 5-10 à la pause. Même si les anglais remportent finalement la partie, celle-ci aura tout de même marqué la RFU au point que World Rugby fera changer la règle concernant les rucks à peine quelques mois plus tard. Ironie du sort, c'est d'ailleurs indirectement ce changement de la règle du aux italiens qui empêchera les anglais de battre la Nouvelle-Zélande l'année suivante.

## Tableau des confrontations
Voici la liste des confrontations entre ces deux équipes :
| No | Date             | Lieu                                           | Match               | Score   | Compétition                       |
| -- | ---------------- | ---------------------------------------------- | ------------------- | ------- | --------------------------------- |
| 1  | 8 octobre 1991   | Stade de Twickenham, Londres, Angleterre       | Angleterre – Italie | 36 – 6  | Coupe du monde (poule A)          |
| 2  | 31 mai 1995      | ABSA Stadium, Durban, Afrique du Sud           | Angleterre – Italie | 27 – 20 | Coupe du monde (poule B)          |
| 3  | 23 novembre 1996 | Stade de Twickenham, Londres, Angleterre       | Angleterre – Italie | 54 – 21 | Test match                        |
| 4  | 22 novembre 1998 | Stade de Twickenham, Londres, Angleterre       | Angleterre – Italie | 23 – 15 | Qualification Coupe du monde 1999 |
| 5  | 2 octobre 1999   | Stade de Twickenham, Londres, Angleterre       | Angleterre – Italie | 67 – 7  | Coupe du monde (poule B)          |
| 6  | 18 mars 2000     | Stade Flaminio, Rome, Italie                   | Italie – Angleterre | 12 – 59 | Tournoi des Six Nations           |
| 7  | 18 février 2001  | Stade de Twickenham, Londres, Angleterre       | Angleterre – Italie | 80 – 23 | Tournoi des Six Nations           |
| 8  | 7 avril 2002     | Stade Flaminio, Rome, Italie                   | Italie – Angleterre | 9 – 45  | Tournoi des Six Nations           |
| 9  | 9 mars 2003      | Stade de Twickenham, Londres, Angleterre       | Angleterre – Italie | 40 – 5  | Tournoi des Six Nations           |
| 10 | 15 février 2004  | Stade Flaminio, Rome, Italie                   | Italie – Angleterre | 9 – 50  | Tournoi des Six Nations           |
| 11 | 12 mars 2005     | Stade de Twickenham, Londres, Angleterre       | Angleterre – Italie | 39 – 7  | Tournoi des Six Nations           |
| 12 | 11 février 2006  | Stade Flaminio, Rome, Italie                   | Italie – Angleterre | 16 – 31 | Tournoi des Six Nations           |
| 13 | 10 février 2007  | Stade de Twickenham, Londres, Angleterre       | Angleterre – Italie | 20 – 7  | Tournoi des Six Nations           |
| 14 | 10 février 2008  | Stade Flaminio, Rome, Italie                   | Italie – Angleterre | 19 – 23 | Tournoi des Six Nations           |
| 15 | 7 février 2009   | Stade de Twickenham, Londres, Angleterre       | Angleterre – Italie | 36 – 11 | Tournoi des Six Nations           |
| 16 | 14 février 2010  | Stade Flaminio, Rome, Italie                   | Italie – Angleterre | 12 – 17 | Tournoi des Six Nations           |
| 17 | 12 février 2011  | Stade de Twickenham, Londres, Angleterre       | Angleterre – Italie | 59 – 13 | Tournoi des Six Nations           |
| 18 | 11 février 2012  | Stade olympique, Rome, Italie                  | Italie – Angleterre | 15 – 19 | Tournoi des Six Nations           |
| 19 | 10 mars 2013     | Stade de Twickenham, Londres, Angleterre       | Angleterre – Italie | 18 – 11 | Tournoi des Six Nations           |
| 20 | 15 mars 2014     | Stade olympique, Rome, Italie                  | Italie – Angleterre | 11 – 52 | Tournoi des Six Nations           |
| 21 | 14 février 2015  | Stade de Twickenham, Londres, Angleterre       | Angleterre – Italie | 47 – 17 | Tournoi des Six Nations           |
| 22 | 14 février 2016  | Stade olympique, Rome, Italie                  | Italie – Angleterre | 9 – 40  | Tournoi des Six Nations           |
| 23 | 26 février 2017  | Stade de Twickenham, Londres, Angleterre       | Angleterre – Italie | 36 – 15 | Tournoi des Six Nations           |
| 24 | 4 février 2018   | Stade olympique, Rome, Italie                  | Italie – Angleterre | 15 – 46 | Tournoi des Six Nations           |
| 25 | 9 mars 2019      | Stade de Twickenham, Londres, Angleterre       | Angleterre – Italie | 57 – 14 | Tournoi des Six Nations           |
| 26 | 6 septembre 2019 | St James' Park, Newcastle upon Tyne Angleterre | Angleterre – Italie | 37 – 0  | Test match                        |
| 27 | 31 octobre 2020  | Stade olympique, Rome, Italie                  | Italie – Angleterre | 5 – 34  | Tournoi des Six Nations           |
| 28 | 13 février 2021  | Stade de Twickenham, Londres, Angleterre       | Angleterre – Italie | 41 – 18 | Tournoi des Six Nations           |
| 29 | 13 février 2022  | Stade olympique, Rome, Italie                  | Italie – Angleterre | 0 – 33  | Tournoi des Six Nations           |
| 30 | 12 février 2023  | Stade de Twickenham, Londres, Angleterre       | Angleterre – Italie | 31 – 14 | Tournoi des Six Nations           |
| 31 | 3 février 2024   | Stade olympique, Rome, Italie                  | Italie – Angleterre | 24 – 27 | Tournoi des Six Nations           |
| 32 | 9 mars 2025      | Stade de Twickenham, Londres, Angleterre       | Angleterre – Italie | 47 – 24 | Tournoi des Six Nations           |

### Confrontations non-officielles
| No | Date              | Lieu                                     | Match                   | Score   | Compétition |
| -- | ----------------- | ---------------------------------------- | ----------------------- | ------- | ----------- |
| 1  | 13 septembre 1975 | County Ground (en), Gosforth, Angleterre | Angleterre -23 – Italie | 29 – 13 | Test match  |
| 2  | 16 mai 1979       | Stade Mompiano, Brescia Italie           | Italie – Angleterre -23 | 6 – 6   | Test match  |
| 3  | 22 mai 1982       | Stadio Plebiscito, Padoue Italie         | Italie – Angleterre -23 | 12 – 7  | Test match  |
| 4  | 17 avril 1985     | Stade de Twickenham, Londres, Angleterre | Angleterre B – Italie   | 21 – 9  | Test match  |
| 5  | 10 mai 1986       | Stade olympique, Rome, Italie            | Italie – Angleterre XV  | 15 – 15 | Test match  |

## Résumés de confrontations

### Angleterre - Italie du 10 février 2007
Le match est d'une qualité moyenne, plutôt dominé par les Italiens en deuxième mi-temps. Une fois de plus la marque côté anglais est assurée par ses deux anciens : Jonny Wilkinson auteur de 5 pénalités et Jason Robinson qui marque le seul essai anglais. Les italiens perdent la rencontre 20-7 malgré un essai de Scanavacca.

### Italie - Angleterre du 10 février 2008
Les Anglais mènent nettement à la mi-temps (20-6), ayant marqué deux essais en contre par Paul Sackey et Toby Flood. Les Italiens marquent le seul essai de la seconde mi-temps et terminent à quatre points des Anglais (19-23). En transformant le 2e essai anglais, Jonny Wilkinson marque son 1000e point sous le maillot de la Rose.

### Angleterre - Italie du 7 février 2009
Les Anglais mènent rapidement au score grâce à un essai de Andy Goode à la 2e minute (7-0). Ils marquent deux autres essais par Harry Ellis (17e) et Riki Flutey (28e) sur deux ballons perdus par les Italiens. Andrea Marcato blessé est remplacé par Luke McLean qui réduit l'écart en marquant deux pénalités (22-6). En deuxième mi-temps, les Anglais marquent deux nouveaux essais par Harry Ellis (54e) et Mark Cueto (78e) contre un seul pour les Italiens par Mirco Bergamasco (71e). L'Angleterre s'impose sur le score de 36 à 11.